# Масалакух
Масалакух (перс. مثلاكوه) — село в Ірані, у дегестані Кухестані-є-Талеш, у Центральному бахші, шагрестані Талеш остану Ґілян. За даними перепису 2006 року, його населення становило 113 осіб, що проживали у складі 25 сімей.

## Клімат
Середня річна температура становить 13,24 °C, середня максимальна – 27,34 °C, а середня мінімальна – -0,84 °C. Середня річна кількість опадів – 645 мм.
| Клімат поселення                              | Клімат поселення | Клімат поселення | Клімат поселення | Клімат поселення | Клімат поселення | Клімат поселення | Клімат поселення | Клімат поселення | Клімат поселення | Клімат поселення | Клімат поселення | Клімат поселення | Клімат поселення |
| Показник                                      | Січ.             | Лют.             | Бер.             | Квіт.            | Трав.            | Черв.            | Лип.             | Серп.            | Вер.             | Жовт.            | Лист.            | Груд.            |                  |
| Середній максимум, °C                         | 10,83            | 10,34            | 12,09            | 16,31            | 20,29            | 25,38            | 27,34            | 27,06            | 22,40            | 19,49            | 14,87            | 11,41            |                  |
| Середня температура, °C                       | 5,25             | 4,74             | 6,49             | 10,74            | 14,71            | 19,79            | 23,10            | 22,81            | 18,16            | 15,28            | 10,64            | 7,16             |                  |
| Середній мінімум, °C                          | −0,33            | −0,84            | 0,92             | 5,15             | 9,12             | 14,21            | 18,86            | 18,58            | 13,92            | 11,03            | 6,40             | 2,92             |                  |
| Норма опадів, мм                              | 56               | 50               | 63               | 57               | 44               | 26               | 11               | 27               | 63               | 98               | 72               | 78               |                  |
| Середньомісячна швидкість вітру, м/с          | 2.21             | 2.40             | 2.41             | 2.43             | 2.26             | 2.32             | 2.59             | 2.38             | 2.02             | 2.04             | 1.96             | 1.96             |                  |
| Середньомісячна сонячна радіація, кДж/м²·день | 6928             | 9304             | 11424            | 15879            | 19894            | 22585            | 23609            | 20040            | 16385            | 11177            | 8495             | 6572             |                  |
| --------------------------------------------- | ---------------- | ---------------- | ---------------- | ---------------- | ---------------- | ---------------- | ---------------- | ---------------- | ---------------- | ---------------- | ---------------- | ---------------- | ---------------- |
| Джерело:                                      |                  |                  |                  |                  |                  |                  |                  |                  |                  |                  |                  |                  |                  |